# Smarodsia stollii
Smarodsia stollii är en svampart som beskrevs av Raitv. & Vimba 2006. Smarodsia stollii ingår i släktet Smarodsia och familjen Pyronemataceae.   Inga underarter finns listade i Catalogue of Life.